# Man! I Feel Like a Woman!
Man! I Feel Like A Woman! is een single van de Canadese zangeres Shania Twain uit 1999. Het stond al in 1997 als eerste track op het album Come On Over.

## Achtergrond
Man! I Feel Like A Woman! is geschreven door Robert John "Mutt" Lange en Shania Twain en geproduceerd door Lange. Twain heeft het nummer geschreven om haar vrouwelijkheid te omarmen. Toen zij jonger was, was ze een meisje dat veel met jongens speelde. Toen ze later ouder werd en meer op een vrouw begon te lijken, schreef ze dit lied om haar vrouwelijkheid en zelfstandigheid te benadrukken. Een ander verhaal over het ontstaan van het nummer is dat het gaat over drag queens, die Twain vaak ontmoette toen zij voor meerdere nachtclubs werkte. Voor zowel vrouwen als drag queens is het nummer uitgegroeid tot een hymne. De videoclip is een parodie op de clip van Addicted to Love van Robert Palmer, waar hij het nummer zingt met dansende vrouwen achter hem. Voor de clip van Twain is dit omgekeerd; zij staat voor dansende mannen.
Het nummer was commercieel ook een succes, met noteringen in vele landen. De hoogste notering was in Nieuw-Zeeland, waar het tot de eerste positie kwam. Andere "top 10"-noteringen waren in het Verenigd Koninkrijk, Frankrijk, Australië, in de Nederlandse Top 40, Wallonië en in de Mega Top 100. In Vlaanderen kwam het tot de 16e positie. Het nummer won bij de 42e Grammy Awards een Grammy Award voor Best Country Vocal Performance (zangeres).

## NPO Radio 2 Top 2000
| Nummer met noteringen in de NPO Radio 2 Top 2000 | '01 | '02 | '03 | '04 | '05 | '06  | '07  | '08 | '09  | '10  | '11-'22 | '23  |
| ------------------------------------------------ | --- | --- | --- | --- | --- | ---- | ---- | --- | ---- | ---- | ------- | ---- |
| Man! I Feel Like a Woman!                        | 717 | 602 | 676 | 625 | 760 | 1128 | 1575 | 937 | 1767 | 1685 | -       | 1848 |

1. ↑  Een '-' betekent dat het nummer niet was genoteerd en een vetgedrukt getal geeft de hoogste notering aan.
2. ↑  2001 was het eerste jaar met een notering voor dit nummer.
3. ↑  Deze tabel is bijgewerkt tot en met de laatste editie (2024).